# Dolní Kralovice
Dolní Kralovice (Duits: Unter Kralowitz of Unterkralowitz) is een Tsjechische gemeente in de regio Midden-Bohemen en maakt deel uit van het district Benešov. Het dorp ligt op 18 km afstand van de stad Ledeč nad Sázavou en op 45 km afstand van de stad Benešov.
Dolní Kralovice telt 899 inwoners (2024).

## Geografie
Het oorspronkelijke dorp, dat in de vallei nabij de rivier Želivka lag, werd tussen 1968 en 1975 afgebroken om plaats te maken voor het stuwmeer Švihov. Het huidige dorp ontstond tussen 1970 en 1974 op een heuvel boven de dam, en is aaneengegroeid met het dorp Vraždovy Lhotice.
De gemeente Dolní Kralovice bestaat uit de volgende plaatsen:
- Dolní Kralovice;
- Libčice;
- Martinice;
- Střítež;
- Vraždovy Lhotice;
- Zahrádčice.

## Geschiedenis

### Eerste vermelding en groei
Het oorspronkelijke dorp Dolní Kralovice is waarschijnlijk in de 11e eeuw ontstaan nabij de rivier Želivka, waar enkele periodes per jaar gevist werd. De vissershutten maakten op den duur plaats voor permanente bewoning. De eerste schriftelijke vermelding van Dolní Kralovice dateert echter van 1187. De inmiddels verdwenen kerk, die door de eeuwen heen vele malen herbouwd werd, dateerde waarschijnlijk ook van rond die tijd gebouwd. Historici speculeerden dat Dolní Kralovice in de 12e eeuw een kleine stad zou kunnen zijn geweest, maar hiervoor is geen sluitend bewijs aangetroffen.
Dolní Kralovice was oorspronkelijk in handen van het kapittel van Vyšehrad, maar in 1340 werd het dorp verkocht aan de familie Trčků uit Lípa. In de paar eeuwen die volgden wisselde het dorp meermaals van eigenaar en kregen andere, minder belangrijke adellijke families het dorp in handen.

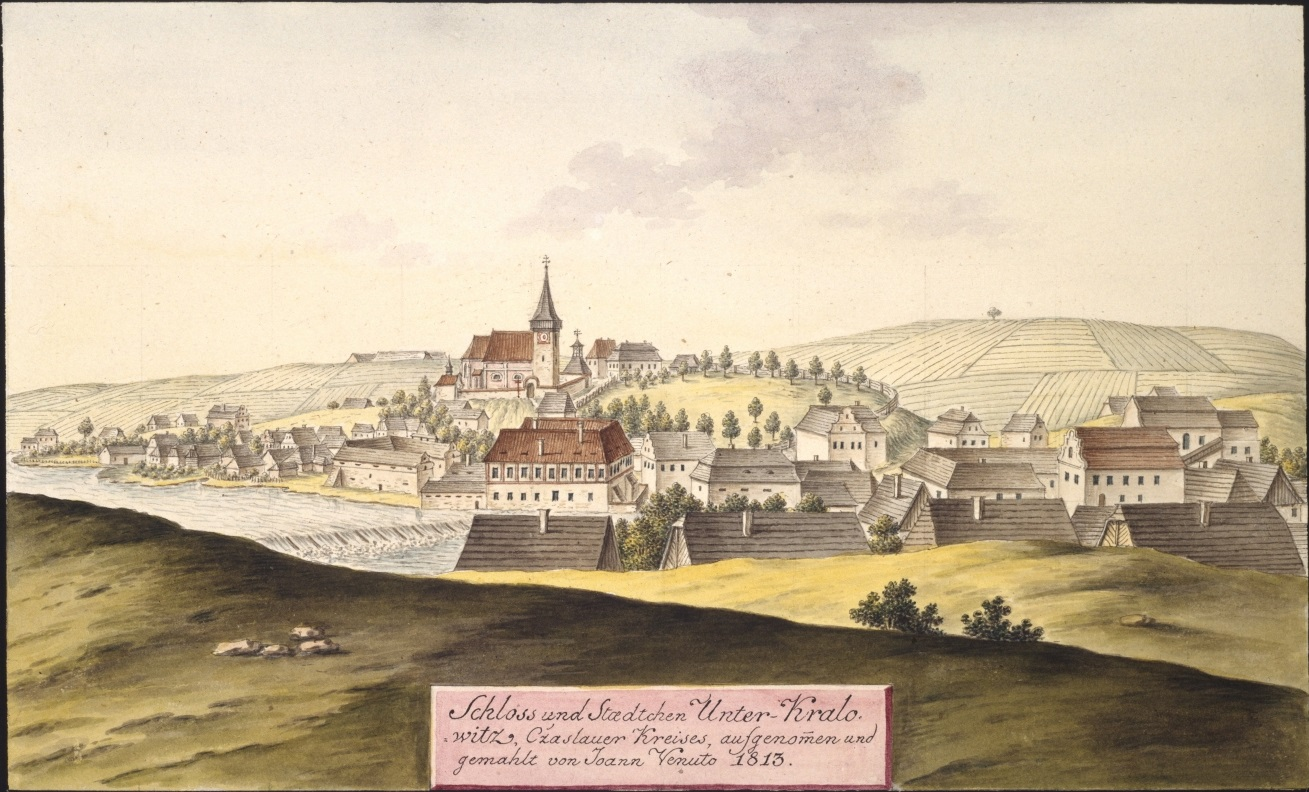
Blik op Dolní Kralovice (1813)

In 1683 werd naast de kerk een parochieschool gebouwd, die in 1764 werd vervangen door nieuwbouw. In 1716 werd Dolní Kralovice bewoond door de vorsten Trautson, wier zetel hierheen werd verplaatst vanuit Čechtice. Het landgoed van de vorsten was ongeveer zo groot als de huidige microregio Želivka. Na de afschaffing van het feodalisme in 1850, werd Dolní Kralovice de hoofdplaats van het gerechtelijk arrondissement dat bij het politieke district Ledeč nad Sázavou hoorde. In 1880 werd een vrijwillig brandweerkorps opgericht; in 1908 is de plaatselijke sport- en cultuurvereniging.
Op 11 november 1902 bereikte de trein voor het eerst Dolní Kralovice. Tot aan de Tweede Wereldoorlog was er een relatief grote Joodse gemeenschap in het dorp, maar aan het begin van de oorlog werden 147 Joden gedeporteerd naar concentratiekampen, waarvan er slechts vier terugkeerden.
In 1960 werd Dolní Kralovice ingedeeld bij het district Benešov. Tijdens de Tweede Wereldoorlog werd in de buurt van het dorp de toenmalige Rijksstraatweg aangelegd, die later snelweg D1 zou worden. Door financiële problemen werd de weg echter pas op 8 juli 1977 opgeleverd.

### Afbraak oude dorp en nieuwbouw
In 1963 keurde de toenmalige regering een besluit goed om een groot stuwmeer op de plaats van het dorp aan te leggen. De bouw begon in 1965 en in 1968 werd begonnen met de afbraak van het dorp. In 1970 werd de eerste nieuwbouw van het dorp, op een heuvel erboven, opgeleverd. Direct hierop volgde de sloop van de woningen in het oude dorp. Ook verhuisde dat jaar de school naar het nieuwe dorp. Het tot de gemeente behorende dorp Libčice verdween dat jaar eveneens onder de sloophamer (met uitzondering van de dorpskapel). In 1971 werd Dolní Kralovice bezocht door toenmalig president Ludvík Svoboda. Op zijn aandringen behield het nieuwe dorp de historische naam, vlag en het wapen.

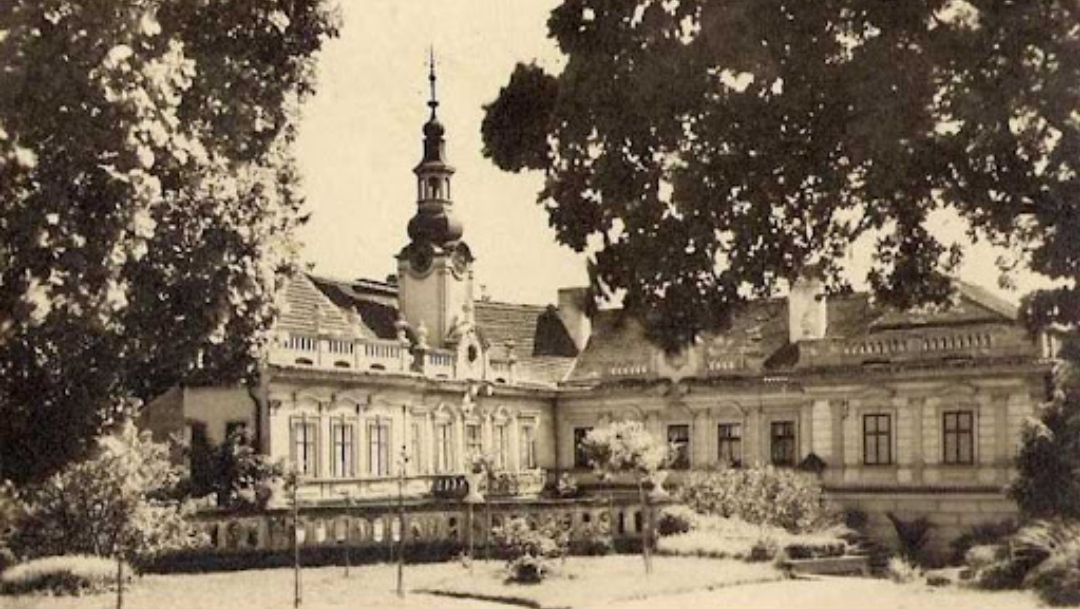
Kasteel van Dolní Kralovice (onbekend jaartal)

Tussen 1972 en 1974 werden vrijwel alle resterende gebouwen in het oude dorp afgebroken. Ook het kasteel verdween onder de sloophamer. Op 23 juli 1974 vertrok de laatste passagierstrein van Benešov naar Dolní Kralovice; het passagiersvervoer werd officieel beëindigd op 4 augustus van dat jaar. In mei 1975 werd ook het goederenvervoer stopgezet. Het station en de Romaanse Johannes de Doperkerk werden als laatste gesloopt. In 1976 werd het stuwmeer in gebruik genomen. Van het oude dorp zijn slechts één huis met schuur buiten het overgebleven.
De wegen die voorheen naar het dorp leidden, eindigden plotseling op de oevers van de dam. Daarom moest er een nieuwe weg worden aangelegd van Martinice, nabij Dolní Kralovice, via Tomice naar Keblov, die tevens de buiten gebruik gestelde spoorlijn verving. Er werd geen nieuwe spoorlijn aangelegd.
Op 1 januari 1980 werden de dorpen Martinice, Snět, Blažejovice, Šetějovice en Tomice bij de gemeente Dolní Kralovice gevoegd. In 1990 werden deze dorpen, met uitzondering van Martinice, weer zelfstandige gemeentes.
Het huidige dorp bestaat voornamelijk uit plattenbau, rijtjeshuizen en appartementsgebouwen. Qua straten is het dorp voornamelijk rond vier verticale hoofdassen en vier dwarsstraten ontworpen. In het centrum is een plein aangelegd, waaraan het gemeentehuis en cultureel centrum met bioscoop en restaurant gevestigd zijn. In het zuidwestelijk deel van het dorp staan onder meer gebouwen van een landbouwcoöperatie. Ten noorden van het centrumplein is een nieuwbouwwijk: Nové Dolní Kralovice. In het oudere deel is sprake van vergrijzing.

### Demografie
|                  | 1869  | 1900  | 1930  | 1950  | 1961  | 1970 | 1980 | 2001 | 2006 | 2024 |
| Dolní Kralovice  | 1 465 | 1 238 | 1 340 | 1 194 | 1 317 | 149  | 592  | 634  | 901  | 899  |
| Vraždovy Lhotice | 202   | 214   | 209   | 148   | 151   | 351  | 81   | 88   |      |      |

## Voorzieningen
Er zijn veel verenigingen in Dolní Kralovice. Verder is er een cultureel centrum met bioscoop aan het centrumplein, een vrijwillig brandweerkorps, twee bibliotheken (een gemeentelijke en een in de basisschool), een gezondheidscentrum, postkantoor, apotheek en enkele winkels en winkelketens. Ook is er een voetbalveld, waarop de lokale teams oefenen. Zij spelen in de districts- en regionale kampioenschappen.
Er zijn twee scholen: een kleuter- en een basisschool.

## Verkeer en vervoer

### Autowegen
Er leiden regionale wegen naar Dolní Kralovice. Snelweg D1 ligt op enige afstand van het dorp.

### Spoorlijnen
Sinds 1974 stopt er geen trein meer in de buurt van Dolní Kralovice. Toen het dorp moest wijken voor het stuwmeer en op een andere plek werd herbouwd, is de spoorlijn niet opnieuw aangelegd.

### Buslijnen
Er zijn vijf bushaltes in de gemeente:

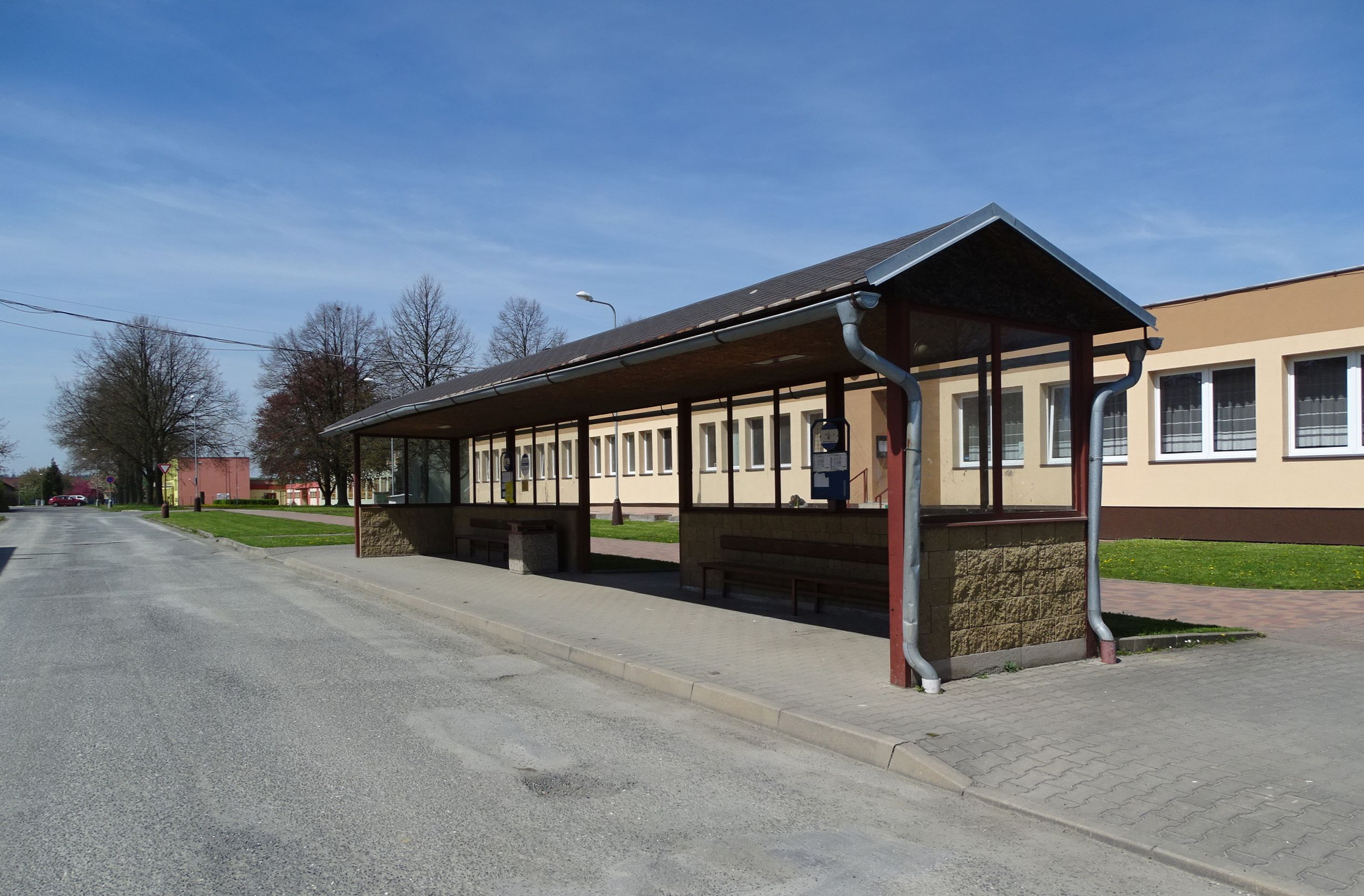
Centrale bushalte (2023)

| Halte                             | Lijn            | Traject                                                                                                 | Vervoerder   |
| --------------------------------- | --------------- | --- | ------------ |
| Dolní Kralovice                   | 842 844 845 846 | Dolní Kralovice - Vlašim Vlašim - Snět Zruč nad Sázavou - Hořice (- Ježov) Čechtice - Ledeč nad Sázavou | ČSAD Benešov |
| Dolní Kralovice, Martinice        | 844 845         | Zruč nad Sázavou - Hořice (- Ježov) Čechtice - Ledeč nad Sázavou                                        | ČSAD Benešov |
| Dolní Kralovice, Střítež, Rozchod | 842 844 845 846 | Dolní Kralovice - Vlašim Vlašim - Snět Zruč nad Sázavou - Hořice (- Ježov) Čechtice - Ledeč nad Sázavou | ČSAD Benešov |
| Dolní Kralovice, Zahrádčice       | 844 845         | Zruč nad Sázavou - Hořice (- Ježov) Čechtice - Ledeč nad Sázavou                                        | ČSAD Benešov |
| Dolní Kralovice, Závod            | 842 844 845 846 | Dolní Kralovice - Vlašim Vlašim - Snět Zruč nad Sázavou - Hořice (- Ježov) Čechtice - Ledeč nad Sázavou | ČSAD Benešov |

### Fietsroutes
Fietsroutes 0083 Dolní Kralovice - Tomice - Křivsoudov en 0084 Dolní Kralovice - Hořice - Čechtice beginnen in het dorp.

### Wandelroutes
De regionale geel-zwarte wandelroute Dolní Kralovice - Děkanovice - Čechtice begint in het dorp.

## Bezienswaardigheden
- Voormalige Joodse begraafplaats;
- Monumentaal Mariabeeld (afkomstig uit het oude dorp);
- Kasteel van Vraždovy Lhotice.

## Geboren in Dolní Kralovice
- František Hampejs (1921–1995), voetballer
- Jaroslav Hlava (1855–1924), pathologisch anatoom
- Vojtěch Mixa (1887–1953), schrijver en journalist

## Galerij

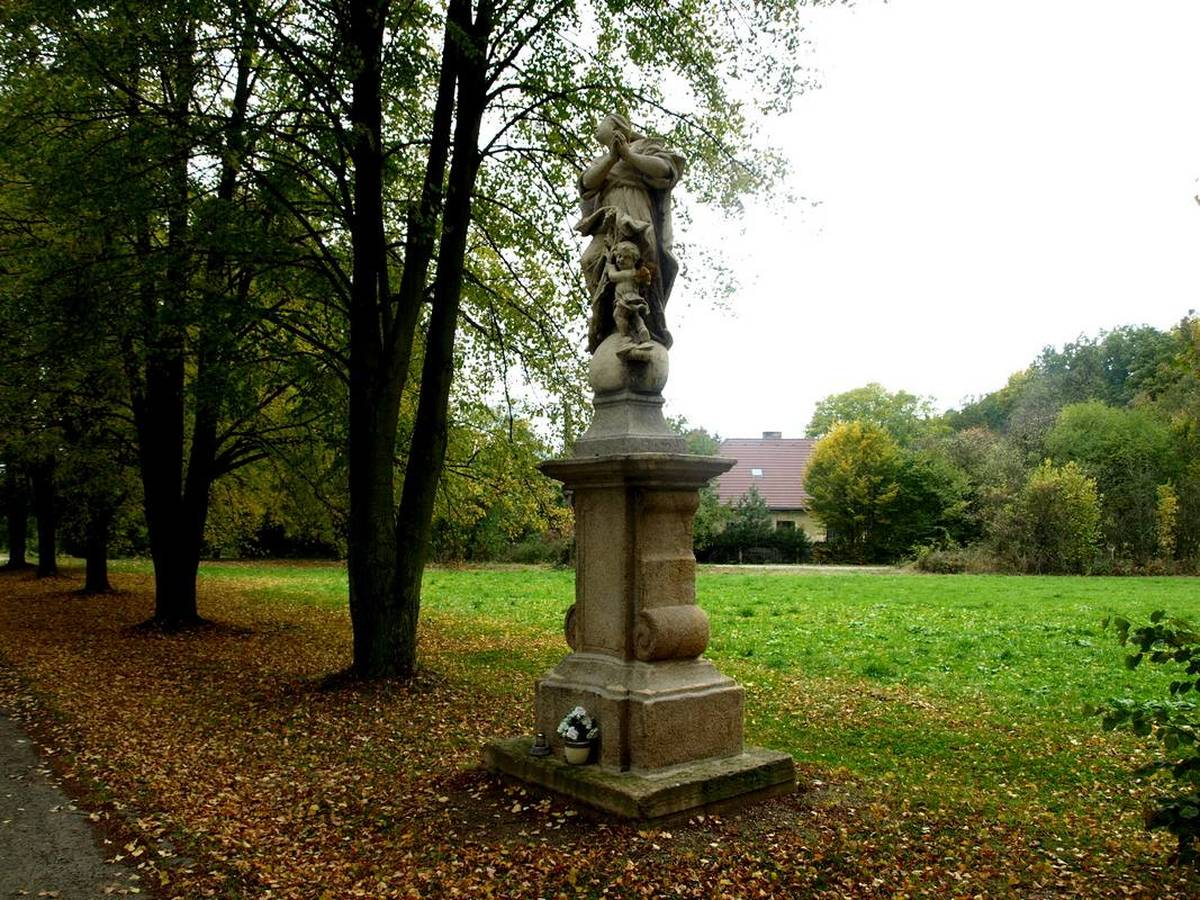
Mariabeeld (2021?)
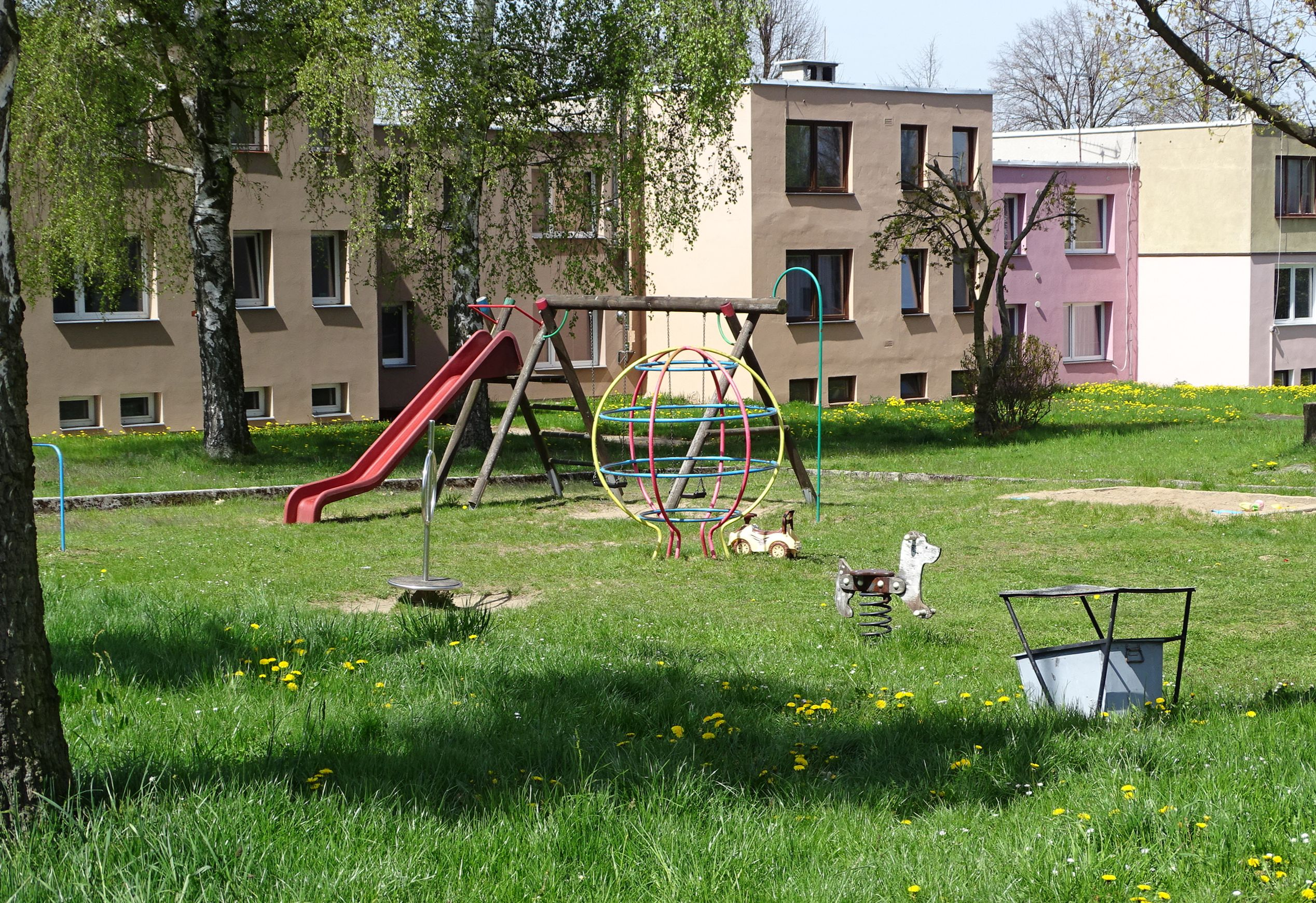
Speeltuin en appartementsgebouwen (2023)
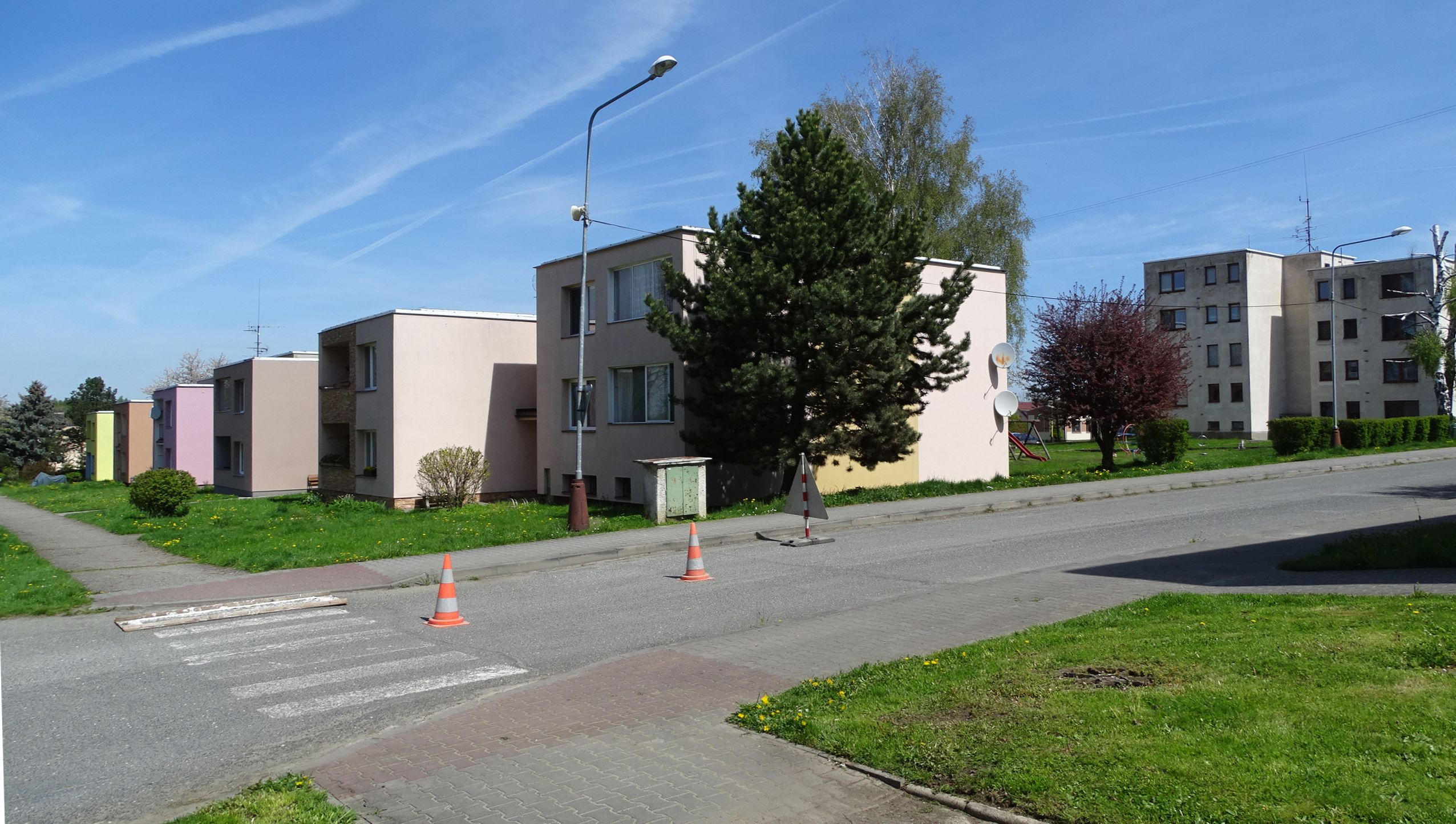
Appartementsgebouwen (2023)
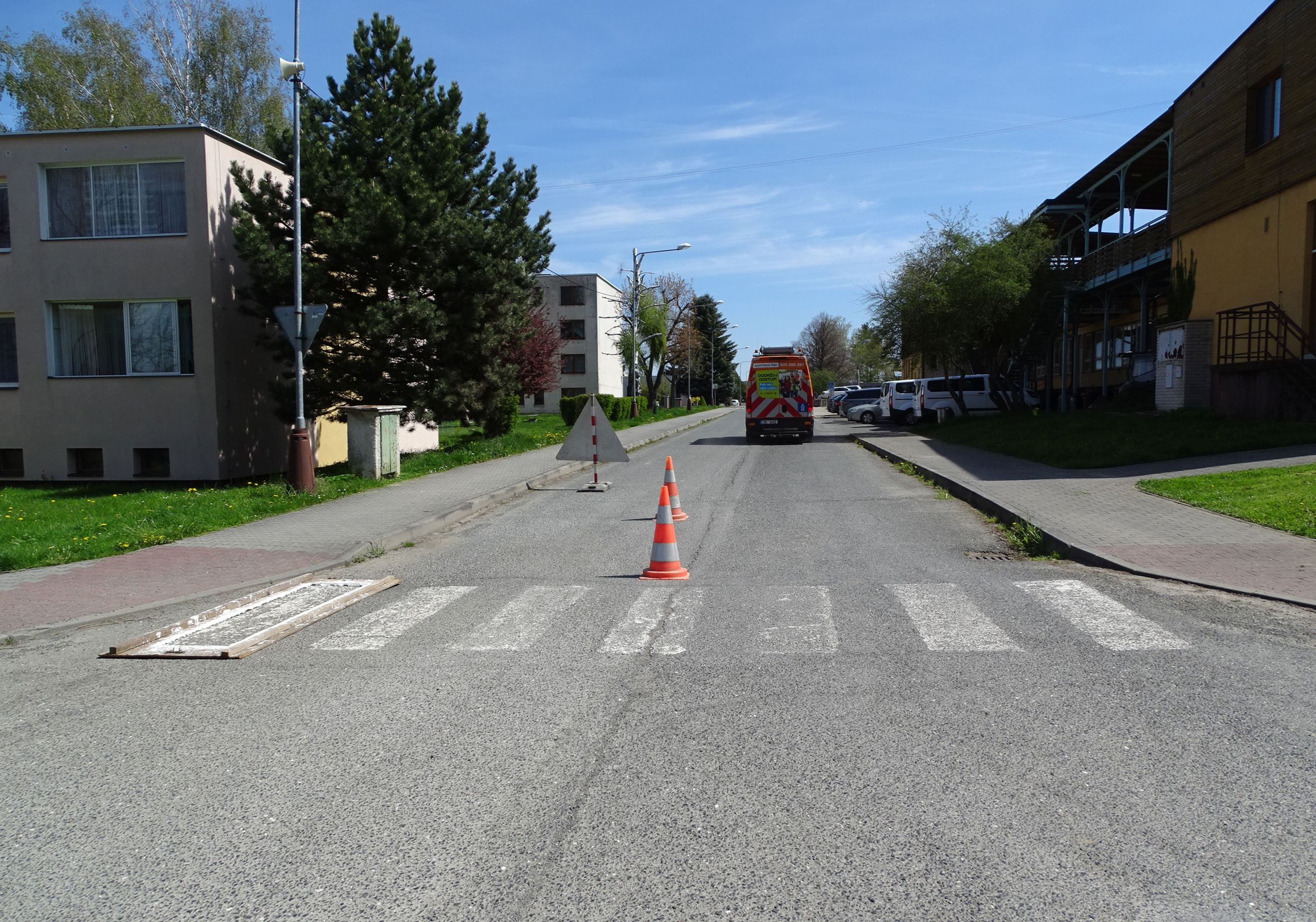
Fibichovastraat (2023)
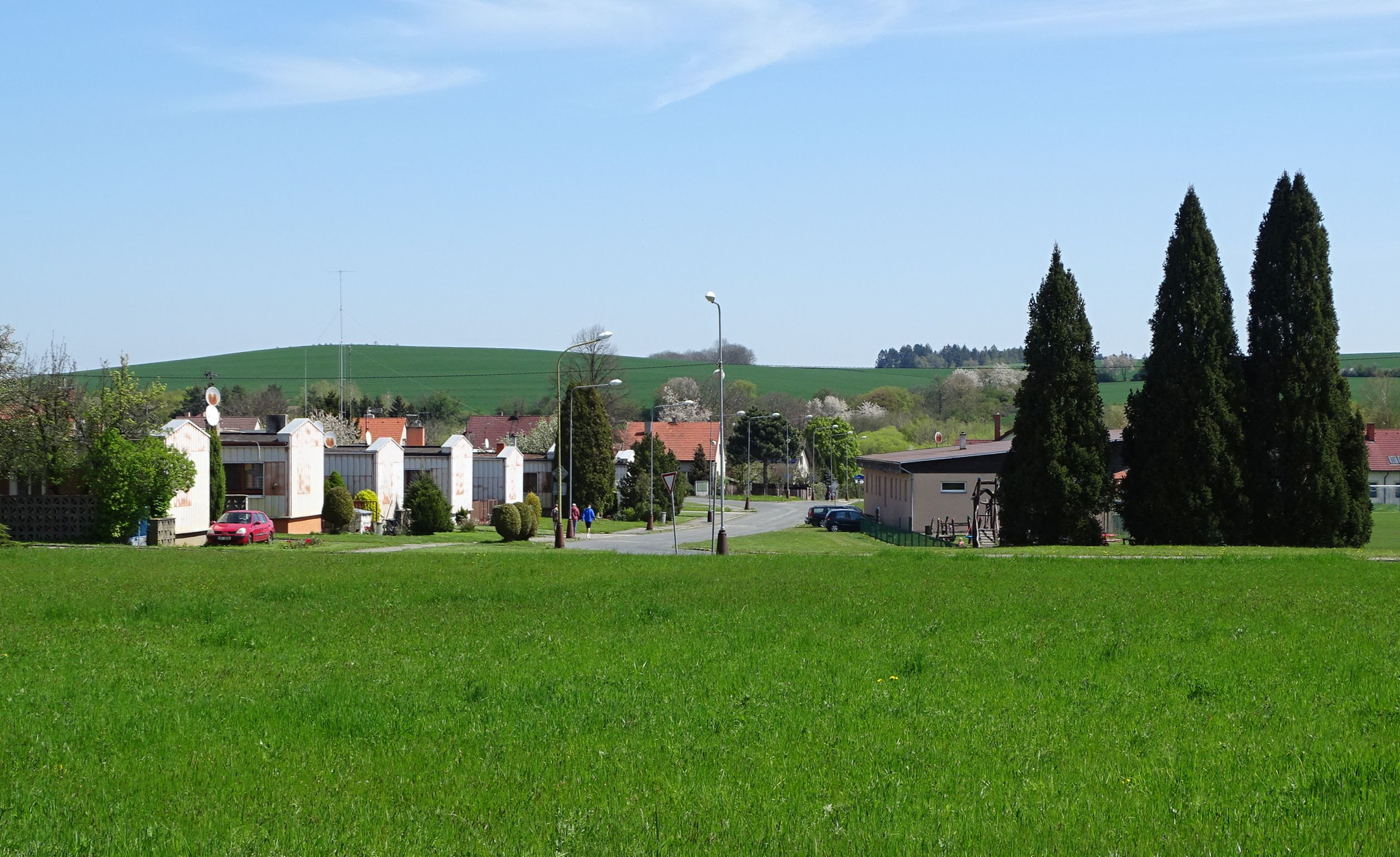
Sportovnístraat (2023)
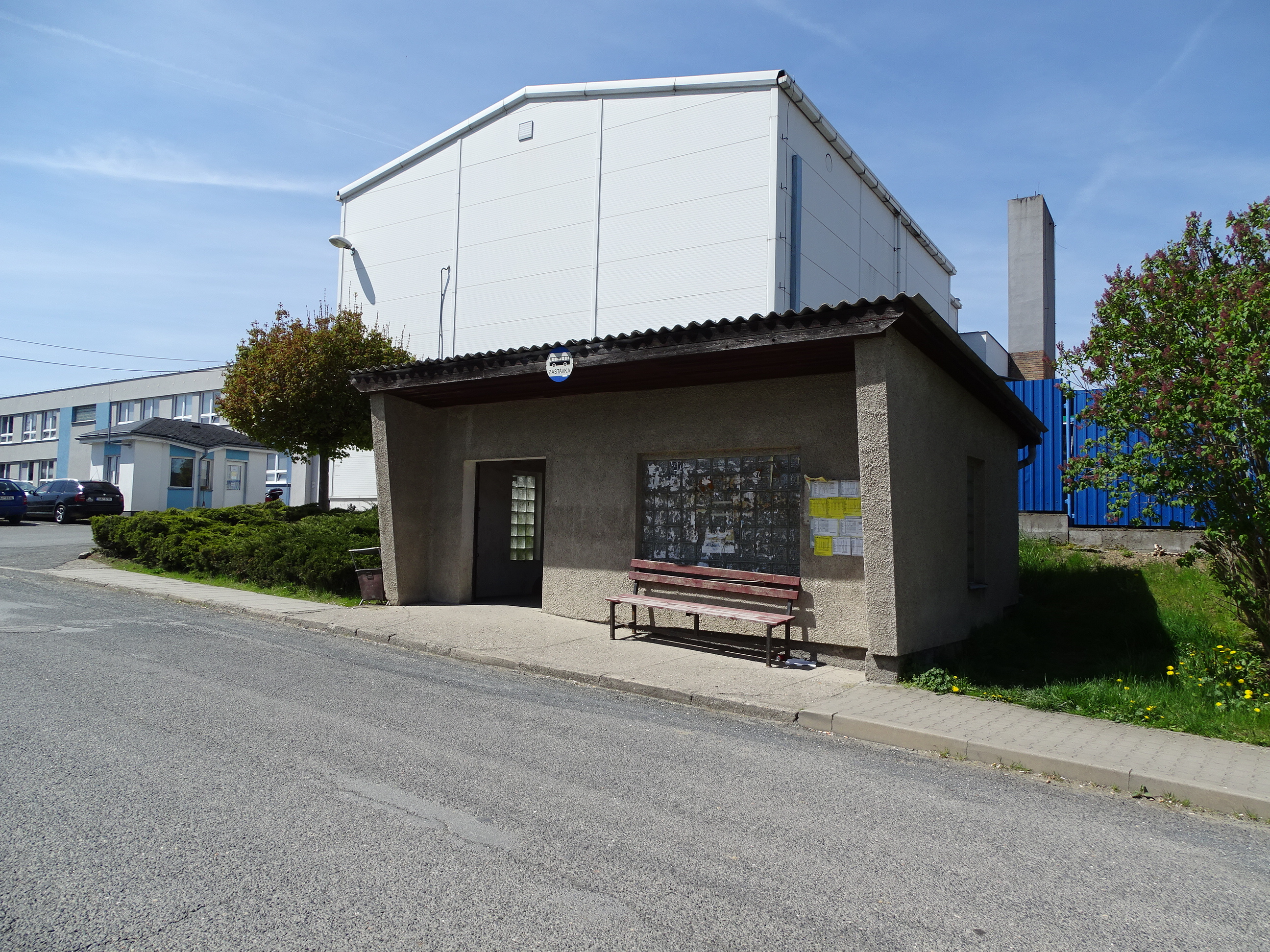
Bushalte Závod (2023)
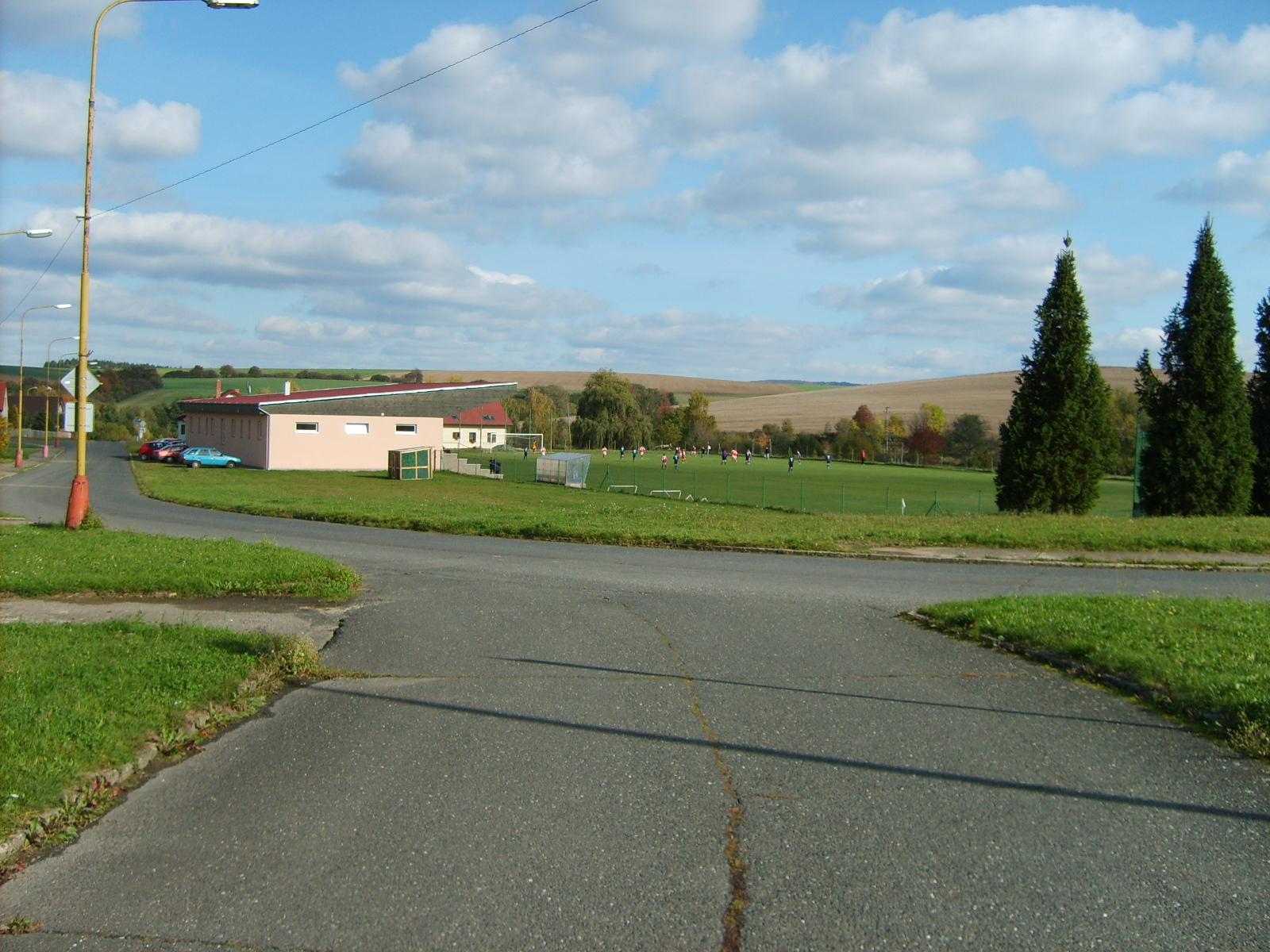
Voetbalveld (2007)